# یو آساکاوا
یو آساکاوا (انگلیسی: Yū Asakawa; ۲۰ مارس ۱۹۷۵ – ) صداپیشه اهل ژاپن است. وی از سال ۱۹۹۶ میلادی تاکنون مشغول فعالیت بوده‌است.